# Catahoula (Louisiane)
Catahoula est une census-designated place de la paroisse de Saint-Martin, en Louisiane, aux États-Unis. 